# La Incoherència de la Incoherència
La Incoherència de la Incoherència (en àrab Tahafut al-Tahafut, en llatí Destructio destructionis) és l'obra més coneguda del filòsof Averrois.
El llibre se centra en la relació entre filosofia i fe, en oposició a La destrucció dels filòsofs del seu contemporani Al-Ghazalí. Averrois considerava que totes dues vies no són oposades ni separades sinó que hi ha una única veritat, accessible des d'ambdós camins que, tot i que autònoms, hi arriben. Defensor de la doctrina aristotèlica, reclama que és compatible amb l'islam.

## Context
A La destrucció dels filòsofs (en àrab Tahafut al-Falàsifa) l'imam sufita Al-Ghazalí de l'escola aixarita denunciava la filosofia de l'escola avicennista amb crítiques a Avicenna i a Al-Farabí. El text fou molt popular i marcà una fita quant a la influència per a l'escola aixarita dins de la filosofia i la teologia islàmiques. Estava precedit per un resum del neoplatonisme musulmà titulat Metes dels filòsofs.
Al-Ghazalí afirmava que hom ha d'estar ben format en les idees dels filòsofs per refutar-les. Deia no tenir problemes amb altres branques de la filosofia com l'astronomia, les matemàtiques, la física o la lògica, sinó només amb la metafísica. En opinió seva, els filòsofs no hi empraven les mateixes eines i metodologies, com la lògica, que sí que s'empraven en la resta.

## Recepció
La Incoherència de la Incoherència no fou gaire ben rebuda pels acadèmics islàmics posteriors. Al segle xv es produí una forta negació dels arguments d'Averrois per part de l'erudit turc Mustafà Ibn-Iusuf al-Bursaui, també conegut com a Kuakhah Zada, que defensava els punts de vista d'Al-Ghazalí. Així doncs, reafirmava la feblesa de l'enteniment humà i la força de la fe. A Europa, altrament, els escrits d'Averrois foren acceptats per acadèmics cristians, originant així l'escola averroista.